# ستيفن دويل
ستيفن دويل (بالإنجليزية: Steven Doyle)‏ هو لاعب شطرنج أمريكي، ولد في 1959.

## وصلات خارجية
- ستيفن دويل على موقع الاتحاد الدولي للشطرنج (الإنجليزية)
- ستيفن دويل على موقع Chesstempo.com (الإنجليزية)
- ستيفن دويل على موقع الاتحاد الأمريكي للشطرنج (الإنجليزية)